# Verticillium coccosporum
Verticillium coccosporum är en svampart som först beskrevs av Drechsler, och fick sitt nu gällande namn av W. Gams 1988. Verticillium coccosporum ingår i släktet Verticillium och familjen Plectosphaerellaceae.   Inga underarter finns listade i Catalogue of Life.